# جبهة شعبية
الجبهة الشعبية هي ائتلاف واسع لتجمعات سياسية مختلفة، تتكون عادة من اليساريين والوسطيين. نظرا لكون الائتلاف واسعا، فإنها يمكن أن تشمل في بعض الأحيان قوى وسطية وليبرالية (أو «برجوازية») فضلا عن جماعات اشتراكية ديمقراطية وشيوعية. الجبهات الشعبية أكبر في نطاقها من الجبهات الموحدة.
بالإضافة إلى التعريف العام، فإن مصطلح «الجبهة الشعبية» له معنى محدد في تاريخ أوروبا والولايات المتحدة خلال 1930ات، وفي تاريخ الشيوعية والحزب الشيوعي. خلال هذه الفترة في فرنسا، أشار اسم «الجبهة الشعبية الفرنسية» إلى تحالف الأحزاب السياسية التي تهدف إلى مقاومة الفاشية.
وقد استخدم مصطلح «الجبهة الوطنية»، ذو الاسم الشبيه ولكنه يصف شكلا مختلفا من أشكال الحكم، تستخدم فيه أحزاب غير شيوعية ظاهريا  ولكنها في الواقع تحت سيطرة الحزب الشيوعي كجزء من «تحالف»، في أوروبا الشرقية والوسطى أثناء الحرب الباردة.
ليست كل الائتلافات التي تستخدم مصطلح «الجبهة الشعبية» تفي بتعريف «الجبهات الشعبية»، وبالمقابل لا تستخدم كل الجبهات الشعبية مصطلح «الجبهة الشعبية» في اسمها. وينطبق الشيء نفسه على «الجبهات الموحدة».

## سياسة الجبهة الشعبية في الكومنترن 1934-1939

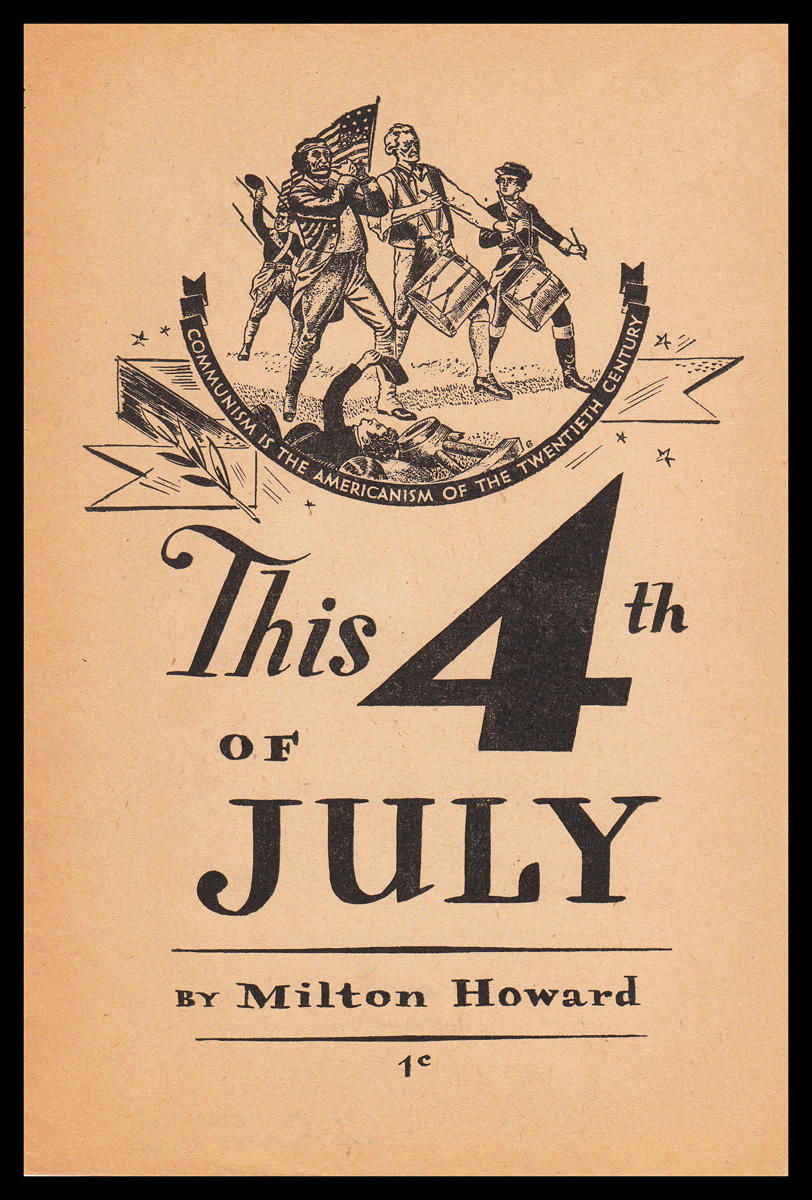
غلاف منشور شيوعي أمريكي أصدرته الجبهة الشعبية تستخدم فيه مواضيع وطنية تحت شعار "الشيوعية هي أمريكية القرن العشرين".

في الأسابيع التي تلت صعود هتلر إلى السلطة في فبراير 1933، كان الحزب الشيوعي الألماني الشيوعية العالمية يتشبثان بشكل صارم برأيهما بأن الانتصار النازي سيكون قصير الأمد، وأنه «بعد هتلر - يأتي دورنا». ولكن كما اتضحت وحشية الحكومة النازية وانعدام أي دليل على انهيارها، بدأ الشيوعيون يشعرون بأن هناك حاجة لتغيير جذري في موقفهم - خاصة وأن هتلر قد أوضح أنه يعتبر الاتحاد السوفيتي دولة معادية.
أصبح جورجي ديميتروف - الذي أذل النازيين بدفاعه ضد اتهامات تورطه في حريق الرايخستاغ - أمينا عاما للكومنترن في عام 1934 وبحلول عام 1935، في المؤتمر السابع للأممية، وصلت عملية إعادة التوجيه الكلي إلى أوجها مع إعلان السياسة الجديدة - «الجبهة الشعبية ضد الفاشية والحرب». وبموجب هذه السياسة صدرت تعليمات إلى الأحزاب الشيوعية بتشكيل تحالفات واسعة مع جميع الأحزاب المناهضة للفاشية بهدف ضمان التقدم الاجتماعي في الداخل والتحالف العسكري مع الاتحاد السوفييتي لعزل الديكتاتوريات الفاشية. وقد أثبتت «الجبهات الشعبية» التي تشكلت بالتالي نجاحها في تشكيل الحكومة في فرنسا، وإسبانيا، وكذلك الصين. ولم تنجح سياسيا في أماكن أخرى.
كانت هناك محاولات في المملكة المتحدة لإنشاء جبهة شعبية ضد سياسة حكومة الوحدة الوطنية في استرضاء ألمانيا النازية. جرت المداولات بين حزب العمال والحزب الليبرالي وحزب العمال المستقل والحزب الشيوعي وحتى عناصر متمردة من حزب المحافظين بقيادة وينستون تشرشل، لكنها فشلت أساسا بسبب المعارضة من داخل حزب العمال عدا أن انعدام توافق النهجين الليبرالي والاشتراكي تسبب بأن يكون العديد من الليبراليين عدائيين.
وقد أدخلت سياسة الجبهة الشعبية إلى الكومنترن في عام 1934، خلفت سياسة «الفترة الثالثة» ذات التوجه اليساري الراديكالي التي أدينت فيه الأحزاب الاشتراكية غير الشيوعية بأنها «فاشية اشتراكية». وقد تم الإشارة إلى السياسة الجديدة في مقالة في صحيفة برافدا في مايو 1934، والتي علقت بشكل إيجابي على التعاون الشيوعي الاشتراكي. في يونيو 1934، وقع الحزب الاشتراكي بقيادة ليون بلوم على اتفاق عمل موحد مع الحزب الشيوعي الفرنسي، وتوسع الاتفاق بانضمام الحزب الراديكالي في أكتوبر من ذلك العام.
في مايو 1935، وقعت فرنسا والاتحاد السوفيتي على حلف دفاعي، وفي أغسطس 1935، وافق المؤتمر العالمي السابع للكومنترن رسميا على إستراتيجية الجبهة الشعبية. في انتخابات مايو 1936، فازت الجبهة الشعبية بأغلبية المقاعد البرلمانية في فرنسا (378 نائبا ضد 220)، وشكل ليون بلوم حكومة. في إيطاليا، نصح الكومنترن بتحالف بين الحزب الشيوعي الإيطالي والحزب الاشتراكي الإيطالي، لكن الاشتراكيون رفضوا ذلك.
وبالمثل، سعى الحزب الشيوعي الأمريكي للتحالف مع الحزب الاشتراكي الأمريكي بقيادة نورمان توماس في الانتخابات الرئاسية لعام 1936، إلا أن الاشتراكيين رفضوا هذا الاقتراح. كما دعم الحزب الشيوعي الأمريكي سياسة الصفقة الجديدة التي انتهجها فرانكلين روزفلت في هذه الفترة. شهدت فترة الجبهة الشعبية في الولايات المتحدة الأمريكية اتباع الحزب الشيوعي سياسة وطنية وشعبوية للغاية، دعيت لاحقا براودرية.

وقد لخص سياسة الجبهة الشعبية المؤرخ كرميت ماكنزي على النحو التالي:
| « | ...برنامج واسع الخيال ومرن للاستراتيجية والتكتيكات، سمح للشيوعيين باستغلال الرموز الوطنية، وتولي دور المدافعين عن الاستقلال الوطني، ومهاجمة الفاشية دون المطالبة بإنهاء الرأسمالية كعلاج وحيد، والأهم من ذلك، الدخول في تحالفات مع أطراف أخرى، على أساس الجبهات أو على أساس حكومة يمكن أن يشارك فيها الشيوعيون. | » |

أكد ماكنزي أنها مجرد خطوة تكتيكية، دون أن تتغير غاية الحركة الشيوعية بالإطاحة بالرأسمالية من خلال الثورة.
انتهت فترة الجبهة الشعبية باتفاق مولوتوف - ريبنتروب بين ألمانيا النازية والاتحاد السوفيتي، وعندها تحولت الأحزاب الكومنترن من سياسة معادة الفاشية إلى الدعوة للسلام. استقال العديد من أعضاء الحزب الشيوعي الحزب في اشمئزاز على هذا الحل التوفيقي بين هتلر وستالين.

### نقاد ومدافعين عن سياسة الجبهة الشعبية
انتقد ليون تروتسكي ومؤيدوه اليساريون بشدة إستراتيجية الجبهة الشعبية. اعتقد تروتسكي أن الجبهات الموحدة فقط يمكن أن تكون في نهاية المطاف تقدمية، وأن الجبهات الشعبية كانت عديمة الجدوى لأنها تضم قوى برجوازية مثل الليبراليين. وقال تروتسكي أيضا أنه في الجبهات الشعبية، يتم تقليل مطالب الطبقة العاملة إلى حدها الأدنى، كما أن قدرة الطبقة العاملة على طرح سياستها بشكل مستقل تتعرض للخطر. هذا هو الرأي شائع حاليا لدى معظم الجماعات التروتسكية. الجماعات الشيوعية اليسارية عارضت أيضا الجبهات الشعبية، لكنها عارضت أيضا الجبهات المتحدة.
في كتابه من عام 1977، قدم القائد الشيوعي-أوروبي سانتياغو كاريلو تقييما إيجابيا للجبهة الشعبية. وقال إنه في إسبانيا، على الرغم من التجاوزات التي تعزى إلى الهياج أثناء الحرب الأهلية، كانت فترة الحكومة الائتلافية في المناطق الجمهورية «احتوت على مفهوم جنيني للتقدم نحو الاشتراكية مع الديمقراطية، مع نظام برلماني متعدد الأحزاب وحرية للمعارضة». لكن كاريلو انتقد الشيوعية الدولية لأنها لم تمض قدما باستراتيجية الجبهة الشعبية بما فيه الكفاية - خاصة أن الشيوعيين الفرنسيين اقتصروا على دعم حكومة ليون بلوم من دون أن يصبحوا شركاء كاملين في الائتلاف.

## حكومات الجبهات الشعبية في الكتلة السوفيتية
بعد الحرب العالمية الثانية، أصبحت معظم دول أوروبا الوسطى والشرقية دول يحكمها نظام الحزب الواحد بحكم الأمر الواقع، ولكن من الناحية النظرية كانت تحكمها تحالفات بين عدة أحزاب سياسية مختلفة اختارت طواعية العمل معا. على سبيل المثال، كانت حكمت ألمانيا الشرقية «جبهة وطنية» لجميع الأحزاب والحركات المناهضة للفاشية داخل البرلمان (حزب الوحدة الاشتراكي الألماني، والحزب الليبرالي، وحزب المزارعين، وحركة الشباب، واتحاد نقابات العمال، وما إلى ذلك). وفي الانتخابات التشريعية، عرض على الناخبين قائمة واحدة تضم مرشحين من جميع الأطراف. ولكن في الواقع العملي، كانت السلطة الحقيقية للحزب الشيوعي فقط. ومن خلال التأكد من أن الشيوعيين يهيمنون على قوائم المرشحين، فإنه يحدد مسبقا بشكل فعال تكوين الهيئة التشريعية. وكان على جميع الأطراف في الجبهة قبول «الدور القيادي» للحزب الشيوعي كشرط للسماح له بالوجود. وبحلول الخمسينيات من القرن العشرين، تخلصت الأحزاب غير الشيوعية من الأعضاء الأكثر شجاعة وحل محلمهم زملاؤهم المتعاطفون مع الشيوعية والمستعدين للانصياع لهم.
وربما كانت الجبهة الموحدة في جمهورية الصين الشعبية هي أفضل مثال معروف لجبهة شعبية تديرها الشيوعية في العصر الحديث.

### في الجمهوريات السوفيتية
في جمهوريات الاتحاد السوفيتي، بين عامي 1988 و 1992 (في الوقت الذي كان الاتحاد السوفييتي قد حل وكانوا جميعا مستقلين)، كانت للفظة «الجبهة الشعبية» معنى مختلف تماما. إذ أشارت إلى الحركات التي يقودها أعضاء من المثقفين ذوي الفكر الليبرالي (عادة كانوا أعضاء في الحزب الشيوعي المحلي)، كانوا في بعض الجمهوريات حركة صغيرة وهامشية، بينما في بلدان أخرى ذو قاعدة شعبية عريضة ومؤثرة. وكان هدفهم رسميا الدفاع عن البيريسترويكا ضد العناصر الرجعية داخل بيروقراطية الدولة، ولكن مع مرور الوقت بدأوا التشكيك بشرعية عضوية جمهورياتهم في الاتحاد السوفيتي. كانت نبرتهم في البداية حذرة مما منحهم حرية كبيرة لتنظيم وسائل الإعلام الجماهيري والوصول إليها. وفي جمهوريات البلطيق، سرعان ما أصبحت القوة السياسية المهيمنة، وأخذوا زمام المبادرة تدريجيا من المنظمات المنشقة الأكثر راديكالية التي أنشئت في وقت سابق، فنقلوا جمهورياتهم نحو مزيد من الحكم الذاتي والاستقلال في وقت لاحق. وأصبحوا أيضا المنافسين الرئيسيين لهيمنة الحزب الشيوعي في روسيا البيضاء ومولدافيا وأوكرانيا وأرمينيا وأذربيجان. وقد أنشئت جبهة شعبية في جورجيا لكنها ظلت هامشية مقارنة بالمجموعات المهيمنة التي يقودها المنشقون، لأن مأساة 9 أبريل قد أدت إلى تطرف المجتمع مما منعها من أداء الدور التوفيقي للحركات مماثلة. وفي الجمهوريات الأخرى، تواجدت مثل هذه المنظمات ولكنها لم تشكل أبدا تهديدا ذا معنى للحزب القائم والنخب الاقتصادية.

## قائمة بجبهات شعبية

### جبهات شعبية في الدول غير الشيوعية
في الجبهة الشعبية الفرنسية والجبهة الشعبية الإسبانية كانت من أهم الجبهات الشعبية في 1930ات.
- Popular Front (UK); an unofficial electoral alliance from 1936–39 between the Communist Party of Great Britain, supporters of the Labour Party (UK), the الحزب الليبرالي (المملكة المتحدة) and the Independent Labour Party and anti-appeasers in the حزب المحافظين.
- Popular Front (Chile) Frente popular; an electoral and political left-wing coalition in Chile from 1937 to February 1941.[7]
- Unidad Popular a coalition of left wing, socialist and communist political parties in Chile that stood behind the successful candidacy of Salvador Allende for the 1970 Chilean presidential election.
- Front populaire left-wing anti-fascist coalition in France in the 1930s. Also Socialist and Communist government from 1981 to 1984.[8]
- Frente Popular (Goa) Frente Popular, also named Janta Agadh; communist-founded party in the Portuguese colony in India.
- الجبهة الشعبية الهندية أسست عام 2006.
- Popular Democratic Front (Italy) Fronte Democratico Popolare; PCI-PSI coalition of communists and socialists for the 1948 Italian parliamentary election.
- Ivorian Popular Front Front Populaire Ivoirien; FPI was founded in exile in 1982 by history professor Laurent Gbagbo during the one-party rule of President Félix Houphouët-Boigny.
- Popular Front (Mauritania)
- Frente Popular (Philippines)
- National Front (Indonesia), founded 1959
- Popular Front (Senegal) Front populaire; founded 1936, for electing delegates from French Senegal to the French National Assembly.
- الجبهة الشعبية الإسبانية تحالف انتخابي تشكل في إسبانيا عام 1936 قبل الحرب الأهلية الإسبانية.
- الجبهة الشعبية تشكلت في تونس في أكتوبر 2012 خلال الربيع العربي.
- الجبهة الشعبية لتحرير البحرين
- الجبهة الشعبية لتحرير عمان
- Popular Front of Finland Multiple governments were formed in the country after the الحزب الشيوعي الفنلندي was legalized in 1944; "Popular Front" governments stood usually as a coalition of the Social Democratic Party (which was though under strong anti-Communist leadership until 1963 and the strong Left orientation of the party from the late 1960s to late 1980s), the Centre Party, the Finnish People's Democratic League (cover organization of Communists and left-wing Socialists), and often also with minor Liberal parties like the Swedish People's Party and the Liberal People's Party, and led from 1944 to 1946 by Centre-right-wing Prime Minister يوهو كوستي بآسيكيفي. "Popular Front" governments stood despite continuous electoral losses in 1944-1946 and during the Social Democratic Leftist period in 1966–70, 1970–71, 1975–76 and 1977–82. The main argument for this governments was good relationships with the Soviet Union, and the Centre-Right National Coalition Party was kept in opposition from 1966 to 1987, despite its continuous approach to the Left in the 1970s and the 1980s.
- الجبهة الشعبية لتحرير فلسطين – القيادة العامة
- Broad Front (Uruguay)

## قائمة الجبهات الوطنية

### الجبهات الوطنية في البلدان الشيوعية الحالية
- جمهورية الصين الشعبية - الجبهة المتحدة بقيادة الحزب الشيوعي الصيني
- جمهورية فيتنام الاشتراكية - الوطن بقيادة الحزب الشيوعي في فيتنام (نجح في فيتنام الشمالية الوطن أمام 1955-77)
- جمهورية لاو الديمقراطية الشعبية - لاو جبهة البناء الوطني بقيادة لاو حزب الشعب الثوري

### الجبهات الوطنية في البلدان الشيوعية السابقة
- Democratic People's Republic of Korea - the Democratic Front for the Reunification of the Fatherland led by the Workers' Party of Korea (succeeded the United Democratic National Front of 1946–49)
- People's Socialist Republic of Albania –  the Democratic Front led by the Albanian Party of Labour (succeeded the National Liberation Front of 1942–45)
- Democratic Republic of Afghanistan –  the National Front led by the People's Democratic Party of Afghanistan
- People's Republic of Bulgaria –  the Fatherland Front led by the Bulgarian Communist Party
- Czechoslovak Socialist Republic –  the National Front led by the Communist Party of Czechoslovakia
- German Democratic Republic –  the National Front led by the Socialist Unity Party of Germany
- People's Republic of Hungary –  the National Independence Front led by the Hungarian Communist Party (replaced in 1949 by the Independent People's Front led by the Hungarian Working People's Party, then replaced by the Patriotic People's Front in 1954, which after 1956 was led by the Hungarian Socialist Workers' Party)
- People's Republic of Kampuchea –  the Kampuchean United Front for National Salvation led by the Kampuchean People's Revolutionary Party (renamed Kampuchean United Front for National Construction and Defence in 1981)
- People's Republic of Poland –  the Democratic Bloc led by the Polish United Workers' Party (replaced by the Front of National Unity in 1952 and subsequently by the Patriotic Movement for National Rebirth in 1983)
- Socialist Republic of Romania –  the People's Democratic Front led by the Romanian Communist Party (replaced in 1968 by the Socialist Unity Front, later renamed the Socialist Democracy and Unity Front)
- SFR Yugoslavia –  the National Front of Yugoslavia led by the Communist Party of Yugoslavia (replaced by the Socialist Alliance of Working People of Yugoslavia in 1945)

## راجع أيضا
- جبهة وطنية
- الفترة الثالثة
- جبهة موحدة

## حواشي
1. ↑  Archie Brown, The rise and fall of communism (2009) pp 88-100.
2. ↑  http://www.liberalhistory.org.uk/uploads/28_joyce_the_liberal_party_and_the_popular_front.pdfPeter Joyce, The Liberal Party and the Popular Front: an assessment of the arguments over progressive unity in the 1930s: Journal of Liberal History, Issue 28, Autumn 2000 نسخة محفوظة 2020-09-15 على موقع واي باك مشين.
3. ↑  1914-1946: Third Camp Internationalists in France during World War II, libcom.org نسخة محفوظة 20 يوليو 2017 على موقع واي باك مشين.
4. ↑  The Seventh Congress, Marxist Internet Archive نسخة محفوظة 08 يوليو 2017 على موقع واي باك مشين.
5. ↑  Carrillo, Eurocommunism and the State, pp. 113–114.
6. ↑  Wheatley, Jonathan.
7. ↑  David R. Corkill, "The Chilean Socialist Party and The Popular Front 1933-41."
8. ↑  Julian Jackson, The Popular Front in France: Defending Democracy, 1934-38 (Cambridge UP, 1990).